# Saison 2022-2023 de l'USAM Nîmes Gard
Dernière mise à jour : 12 janvier 2023.
La saison 2022-2023 de l'USAM Nîmes Gard est la trente-septième saison de l'histoire du club gardois en championnat de France de première division, la neuvième consécutive au sein de l’élite du handball français.
L'équipe est dirigée pour la première fois par Ljubomir Vranjes, qui occupe le poste d'entraîneur depuis juin 2022.

## Avant saison

### Objectif et budget du club
En septembre 2022, le président David Tebib déclare : « les garçons sont revanchards et on a un coach qui rêve de retrouver la Coupe d'Europe. C'est clairement notre objectif principal cette saison ».
Pour cette saison, le budget du club augmente et passe à 5,7 M€.

### Transferts
Lors d'une conférence de presse en juin 2022, l’USAM présente son effectif et officialise l'arrivée de l'entraîneur suédois Ljubomir Vranjes pour quatre ans.
Du côté des gardiens, comme annoncé en janvier 2022, Rémi Desbonnet rejoint Montpellier et Teodor Paul quitte également le club. Pour les remplacer, le club mise sur Alexandre Demaille qui s'engage pour deux ans avec une année en option en provenance de Saint-Raphaël. Passé à l'USAM lors de la saison 2019-2020, Jože Baznik est de retour pour trois saisons.
Chez les pivots, Hugo Kamtchop Baril renforce le groupe avec Henrik Jakobsen. L'habituel titulaire Benjamin Gallego au poste, prolongé d’un an, est utilisé en tant que demi-centre à partir de cette saison. Parmi les joueurs cadres, Luc Tobie prolonge jusqu'en 2025. Voulu par le nouvel entraîneur, l'international suédois Jesper Konradsson fait son arrivée pour pallier le transfert d'O'Brian Nyateu à Dunkerque. Parmi les autres départs, Kosuke Yasuhira et Baptiste Bonnefond ne sont pas conservés. Déjà officialisé depuis plusieurs mois, le recrutement de Boïba Sissoko pour trois ans est officialisé et vise à remplacer Michaël Guigou qui part à la retraite. Ce dernier devient ambassadeur du club et conseilleur du président. Formé au club, Damien Gibernon signe lui son premier contrat professionnel et s'engage pour deux années.

## Joueurs et encadrement technique

### Joueurs en sélection nationale
Avec leur sélection nationale respective, trois joueurs de l'USAM disputent le championnat du monde en janvier 2023. Mohamed Sanad et Ahmed Hesham débutent la compétition avec l'Égypte et le gardien Jože Baznik évolue lui avec Slovénie.